# Leiocassis
Leiocassis — рід риб родини Bagridae ряду сомоподібних. має 13 видів. Інша назва «азійська косатка».

## Опис
Загальна довжина представників цього роду коливається від 12 до 45 см. Голова витягнута, вузька. Морда виступає вперед. Є короткі вусики. Тулуб доволі стрункий, витягнутий. Спиний плавець увігнутий з заднього боку, з короткою основою. Грудні плавці широкі, короткі. Черевні плавці вкрай маленькі. Анальний плавець подовжений. Жировий плавець доволі великий. Хвостовий плавець широкий, розрізаний.
Забарвлення поєднує декілька кольорів: темно- та світло-коричневий, рожевий і кремовий або білуватий, чорний та білий.

## Спосіб життя
Біотопи поділяються на два типи. Перший — це затоплені ділянки лісу з мулистою основою. Дно таких біотопів вкриває товстий шар опалого листя. Другий — це ділянки річок з помірною течією й кам'янисто-піщаним дном. Живляться водними безхребетними і впалими у воду повітряними комахами, яких вправно підбирають з поверхні, перевертаючись на спину.

## Розповсюдження
Мешкають у водоймах Індонезії, Малайзії, Таїланду і КНР.

## Види
- Leiocassis aculeatus
- Leiocassis brevirostris
- Leiocassis collinus
- Leiocassis crassirostris
- Leiocassis doriae
- Leiocassis hosii
- Leiocassis longibarbus
- Leiocassis longirostris
- Leiocassis micropogon
- Leiocassis poecilopterus
- Leiocassis saravacensis
- Leiocassis tenebricus
- Leiocassis yeni